# Trames
Pour les articles homonymes, voir Trame.
Trames (titre original : Matter) est un roman de science-fiction de l'auteur écossais Iain Banks, paru pour la première fois en anglais en 2008, puis traduit et publié en français en 2009. Il s'insère dans le cycle de la Culture.

## Résumé
La planète artificielle Sursamen est un de ces milliers de mondes gigognes construits pour une raison inconnue près d'un milliard d'années plus tôt par les Involucrae, une race mystérieusement disparue, et où, autour d'un noyau ferreux, s'étagent une quinzaine de niveaux habitables successifs, reliés entre eux par des tours.

Alors que les Sarles, peuple humain du niveau 8, sont en passe de remporter la longue guerre de conquête qu'ils mènent contre leurs congénères Deldeyne du niveau 9, survient l'assassinat par son plus proche conseiller de leur roi guerrier Hausk.

Dès lors, le destin de ses trois enfants va en être bouleversé : Ferbin, qui a tout vu de la scène, est obligé de fuir et s'en va demander l'aide de la Culture tandis que sa sœur Anaplian, agent de Circonstances Spéciales, est résolue à revenir sur sa planète natale venger son père. Oramen, quant lui, tente de déjouer les complots du palais royal qui menacent son existence.

## Éditions
- (en) Matter, Londres, Orbit, 25 janvier 2008, 593 pages  (ISBN 978-1-84149-417-3)
- (fr) Trames, trad. de Patrick Dusoulier, Paris, Robert Laffont, coll. Ailleurs et Demain, 22 janvier 2009, 600 pages  (ISBN 978-2221111338)
- (fr) Trames, trad. de Patrick Dusoulier, Paris, Le Livre de poche, coll. Science-fiction no 32704, 12 septembre 2012, 840 pages  (ISBN 978-2253164654)